# Alfred Gercke
Alfred Gercke (* 20. März 1860 in Hannover; † 26. Januar 1922 in Breslau) war ein deutscher Klassischer Philologe. Er war Herausgeber der Einleitung in die Altertumswissenschaft, die nach ihm und Eduard Norden als Gercke-Norden bekannt ist.

## Leben
Alfred Gercke war der Sohn des Geheimen Oberbaurates Otto Gercke (1825–1887) und seiner Frau Charlotte geb. Wilmanns (1834–1929), einer Schwester des Bibliothekars und Klassischen Philologen August Wilmanns (1833–1917).
Gercke studierte Klassische Philologie von 1880 bis 1883 an der Universität Bonn bei Hermann Usener, Franz Bücheler und Reinhard Kekulé von Stradonitz. Von 1883 bis 1884 ging er an die Universität Berlin zu Hermann Diels. 1885 wurde er in Bonn promoviert und legte im November das Staatsexamen ab. Von 1886 bis 1888 war er Lehrer am Luisengymnasium Berlin.
Nach seiner Habilitation 1890 an der Universität Göttingen bei Ulrich von Wilamowitz-Moellendorff war er dort bis 1893 Privatdozent. 1893 wechselte er an die Albertus-Universität Königsberg, wo er den Lehrstuhl des erkrankten Johannes Schmidt vertrat. 1895 wurde er als außerordentlicher Professor an die Universität Greifswald berufen und 1896 zum ordentlichen Professor ernannt. Im selben Jahr heiratete er in Hannover Anna Albrecht (1871–1954), mit der er vier Söhne und eine Tochter hatte. Im Studienjahr 1908/1909 war Gercke Rektor der Universität Greifswald. 1909 wechselte er an die Universität Breslau, deren Rektor er 1920/1921 war.
Gercke war Geheimer Regierungsrat und seit 1892 korrespondierendes Mitglied des Deutschen Archäologischen Instituts. Außerdem war er Ehrenmitglied des Philologisch-Historischen Vereins Göttingen (NKV, GK).
Sein 1902 geborener Sohn Achim Gercke wurde in der Zeit des Nationalsozialismus ein einflussreicher Rassentheoretiker.

## Wissenschaftliches Werk

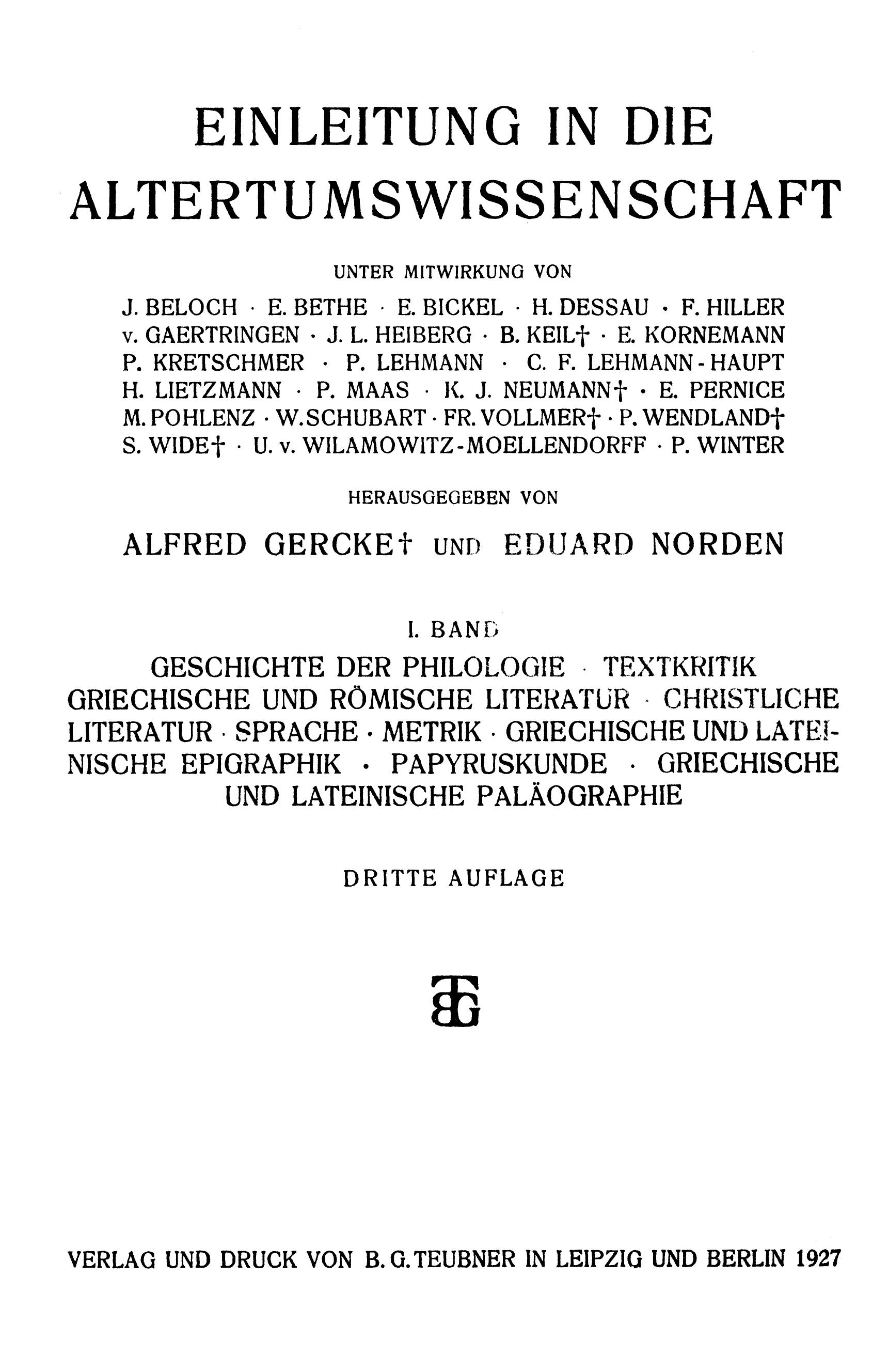
Titelblatt der Einleitung in die Altertumswissenschaft („Gercke-Norden“)

Gercke beschäftigte sich intensiv mit der Geschichte der griechischen Philosophie der Antike und mit Seneca. In seiner Dissertation edierte er die Fragmente des Chrysippos von Soloi. Er veröffentlichte auch eine Edition von Theophrasts Werk Περὶ πυρός (dt. Über das Feuer) sowie die erste kritische Edition der Quaestiones naturales des Seneca (1907). Als Koryphäe auf seinem Gebiet verfasste er den Aristoteles-Artikel für Paulys Realencyclopädie der classischen Altertumswissenschaft. Seine Beschäftigung mit der Homerischen Frage und der Genese der Aeneis führte zu keinem allgemein anerkannten Forschungsergebnis.
Gemeinsam mit seinem ehemaligen Greifswalder Kollegen Eduard Norden veröffentlichte er sein berühmtestes Werk, die dreiteilige Einleitung in die Altertumswissenschaft (ab 1910), die nach den beiden Herausgebern als Gercke-Norden bekannt war und bis zur Veröffentlichung der Einleitung in die lateinische Philologie von Fritz Graf und der Einleitung in die griechische Philologie von Heinz-Günther Nesselrath (beide 1997) unübertroffen war. Der Gercke-Norden war das erste moderne Kompendium der Klassischen Philologie, das dem Studenten eine umfassende, kompakte Einführung in das Fach an die Hand gab. Gercke selbst besorgte die Teile Methodik der klassischen Philologie (1. Auflage 1910, 2. Auflage 1912) und Geschichte der Philosophie (1. Auflage 1910, 2. Auflage 1912, 3. Auflage 1922, 4. Auflage besorgt von Ernst Hoffmann 1932). Die zweite (1912–1914) und die dritte (1921–1927) Auflage der Einleitung bereitete Gercke (soweit er die Arbeiten an der 3. erlebte) fast allein vor, während bei der ersten Auflage Norden gleiche Arbeit leistete.

## Schriften (Auswahl)
- Chrysippea. In: Jahrbücher für classische Philologie. Supplementband 14 (1885), S. 689–781 (Dissertation).
- Seneca-Studien. In: Jahrbücher für classische Philologie. Supplementband 22 (1895), S. 5–336. Nachdruck Hildesheim 1971.
- Griechische Literaturgeschichte mit Berücksichtigung der Geschichte der Wissenschaften. 2 Bändchen, Leipzig 1898. 2., umgearbeitete Auflage 1905. 3., umgearbeitete Auflage 1911 (= Sammlung Göschen 70; 557).
- Studia Annaeana. Greifswald 1900 (Beilage zum Vorlesungsverzeichnis der Universität Greifswald Ostern 1900).
- Abriss der griechischen Lautlehre. Berlin 1902.
- L. Annaei Senecae Naturalium quaestionum libros VIII edidit A. Gercke. Leipzig 1907 (= Bibliotheca Teubneriana, L. Annaei Senecae Opera quae supersunt 7). Nachdruck mit bibliographischen Ergänzungen, Stuttgart 1970; Stuttgart 1986, ISBN 3-519-01792-X.
- Geschichte der Philosophie. In: Alfred Gercke, Eduard Norden (Herausgeber): Einleitung in die Altertumswissenschaft. Band 2, Leipzig/Berlin 1910, S. 291–389. 2. Auflage, Leipzig/Berlin 1912, S. 275–382. 3. Auflage, Leipzig 1922, S. 358–477 (= Einleitung in die Altertumswissenschaft 2,6). 4. Auflage, bearbeitet von Ernst Hoffmann, Leipzig/Berlin 1932.
- Die Entstehung der Aeneis. Berlin 1913.